# Þórður Guðjónsson
Þórður Guðjónsson (Akranes, 14 oktober 1973), ofwel Thordur Gudjónsson, is een IJslands voormalig voetballer (middenvelder) die actief was tussen 1990 en 2008. Þórður beëindigde zijn carrière bij de IJslandse eersteklasser IA Akranes. Eerder speelde hij onder andere voor VfL Bochum, KRC Genk, UD Las Palmas en Derby County. Þórður heeft twee broers die ook professioneel voetbal spelen, Joey en Bjárni.

## Clubcarrière
Met IA Akranes werd aanvallende middenvelder Þórður Guðjónsson in 1992 en 1993 landskampioen. Met KRC Genk werd hij Belgisch landskampioen in 1999, speelde hij de Beker van België in 1998 en 2000 en speelde hij de Supercup in 1998, 1999 en 2000.

## Interlandcarrière
Þórður speelde in de periode 1993-2004 58 interlands voor de IJslandse nationale ploeg, waarin hij dertien goals kon scoren. Hij maakte zijn debuut op 8 september 1993 in de WK-kwalificatiewedstrijd tegen Luxemburg.

## Erelijst
| Competitie           |            |                  |            |            |
| Competitie           | Aantal     | Jaren            |            |            |
| VfL Bochum           | VfL Bochum | VfL Bochum       | VfL Bochum | VfL Bochum |
| -------------------- | ---------- | ---------------- | ---------- | ---------- |
| 2. Bundesliga        | 2x         | 1993/94, 1995/96 |            |            |
| KRC Genk             |            |                  |            |            |
| Landskampioen België | 1x         | 1998/99          |            |            |
| Beker van België     | 2x         | 1997/98, 1999/00 |            |            |